# 2002 في المجر
فيما يلي قوائم الأحداث التي وقعت خلال عام 2002 في المجر.

## سياسة

### انتهاء فترة المنصب
- 27 مايو – فيكتور أوربان رئيس وزراء المجر.

## رياضة
- 18 أغسطس – جائزة المجر الكبرى 2002 الفائز روبنز باركيلو.

## وفيات

### فبراير
- 14 فبراير – ناندور هيديكوتي (مواليد 1922) لاعب كرة قدم مجري.

### أبريل
- 23 أبريل – تيبور سيمون (مواليد 1965)

### مايو
- 2 مايو – بيتر باور (مواليد 1915)
- 17 مايو – لاديسلاو كوبالا (مواليد 1927) لاعب كرة قدم مجري.
- 29 مايو – ساندور ماتراي (مواليد 1932) لاعب كرة قدم مجري.